# شهميار (مقاطعة تشرداول)
شهميار (بالفارسية: شهمیار) هي قرية تقع في قسم زردلان الريفي (مقاطعة تشرداول) في إيران. يقدر عدد سكانها بـ 30 نسمة .